# Seydlitz
Seydlitz var den fjärde tyska tunga kryssaren av Admiral Hipper-klass, men hon färdigställdes aldrig. Kölen lades den 29 december 1936 vid Deschimags varv i Bremen och fartyget sjösattes den 19 januari 1939. Vid andra världskrigets utbrott var fartyget färdigställt endast till 2/3. Sovjetunionen ville köpa henne, tillsammans med hennes icke-färdigställda syster Lützow, men anbudet avslogs av tyskarna. När tyngdpunkten på konstruktionsprogrammet gled över till ubåtar led arbetet på fartyget långa avbrott. Då fartyget i augusti 1942 var till 90% klart beslöts det att omvandla henne till ett hangarfartyg. Detta krävde omfattande ombyggnader och den alltmer påträngande bristen på material tvingade arbetet att upphöra i januari 1943. Seydlitz bogserades till Königsberg där hon sänktes den 10 april 1945.